# Can Savalls (Torroella de Montgrí)
Can Savalls és una masia del municipi de Torroella de Montgrí a la comarca catalana del Baix Empordà.